# جون أرمسترونغ (محامي)
جون أرمسترونغ (بالإنجليزية: John Armstrong)‏ هو قاضي ومحامي أمريكي، ولد في 20 أبريل 1755 في نيوجيرسي في الولايات المتحدة، وتوفي في 4 فبراير 1816 في مقاطعة كلارك في الولايات المتحدة.